# كاثرين غوردون
كاثرين غوردون (بالإنجليزية: Katharine Gordon)‏ (1916، أبردين في المملكة المتحدة)؛ روائية بريطانية.